# Schule ABC-Abwehr und Gesetzliche Schutzaufgaben
Die Schule ABC-Abwehr und Gesetzliche Schutzaufgaben (SABCAbw/GSchAufg) in Sonthofen im Allgäu mit einer Außenstelle in Stetten am kalten Markt ist eine Ausbildungseinrichtung des Unterstützungsbereichs der Bundeswehr und vor allem verantwortlich für die Ausbildung und Weiterentwicklung der ABC-Abwehrtruppe. Seit 2013 untersteht die Dienststelle dem ABC-Abwehrkommando der Bundeswehr. Zuvor war sie unter dem Namen ABC- und Selbstschutzschule (ABC/SeS) als eine der Schulen des Heeres Teil des Heeres. Die in der Jägerkaserne beherbergte Schule genießt internationalen Ruf.

## Aufgaben
Folgende Aufgaben hat die Schule:
- Ausbildung der ABC-Abwehrkräfte (zivil und militärisch) der Bundeswehr im Bereich ABC-Schutz
- Weiterentwicklung der ABC-Abwehrtruppe
- Ausbildung aller Bundeswehrangehörigen (zivil und militärisch) im Bereich Selbst-, Brand-, Strahlen- und Umweltschutz sowie Arbeitssicherheit
- Ausbildung der ABC-Gerätemechaniker, des ABC-Elektronikinstandsetzungspersonals und der ABC-Geräteprüfer
- Ausbildung Kampfmittelbeseitigungspersonal in der Beseitigung chemischer Munitionsfunde

In einem Ausbildungsjahr (Stand: 2014) werden bis zu 3.600 Lehrgangsteilnehmer ausgebildet.

## Geschichte
Gemäß Aufstellungsbefehl Nr. 13 (Heer) des Bundesministeriums für Verteidigung vom 18. Mai 1956 wurde ein erster Arbeitsstab Heeresschule für ABC-Abwehr (Aufstellungsstab) mit Wirkung vom 1. Juli 1956 gebildet. Der zunächst ins Auge gefasste Standort Celle in Niedersachsen wurde zu jener Zeit durch die britischen Streitkräfte in Anspruch genommen, weswegen man sich für Sonthofen im Allgäu entschied.
Es wurde aufgrund des Umbaus der Generaloberst-Beck-Kaserne (GOB) auf dem Kalvarienberg im Osten der Stadt anfangs die zentralere Jägerkaserne in Sonthofen bezogen. Am 7. August 1956 erfolgte die Umbenennung in ABC-Abwehrschule (ABCAbwS). Der erste Schulkommandeur war ab 1956 Oberstleutnant, später Oberst, Herbert Mitzscherling, nachmaliger Inspizient der ABC-Abwehrtruppe und ABC-Abwehr aller Truppen. Ein erster durch das Chemical Corps der US Army unterstützter Lehrgang für Truppenfachlehrer und ABC-Abwehroffiziere in Leitungsfunktionen wurde von Oktober 1956 bis Februar 1957 mit sechzehn Lehrgangsteilnehmern abgehalten. Die dort gesammelten Erkenntnisse flossen fortan in die ABC-Abwehrausbildung aller Truppen ein.

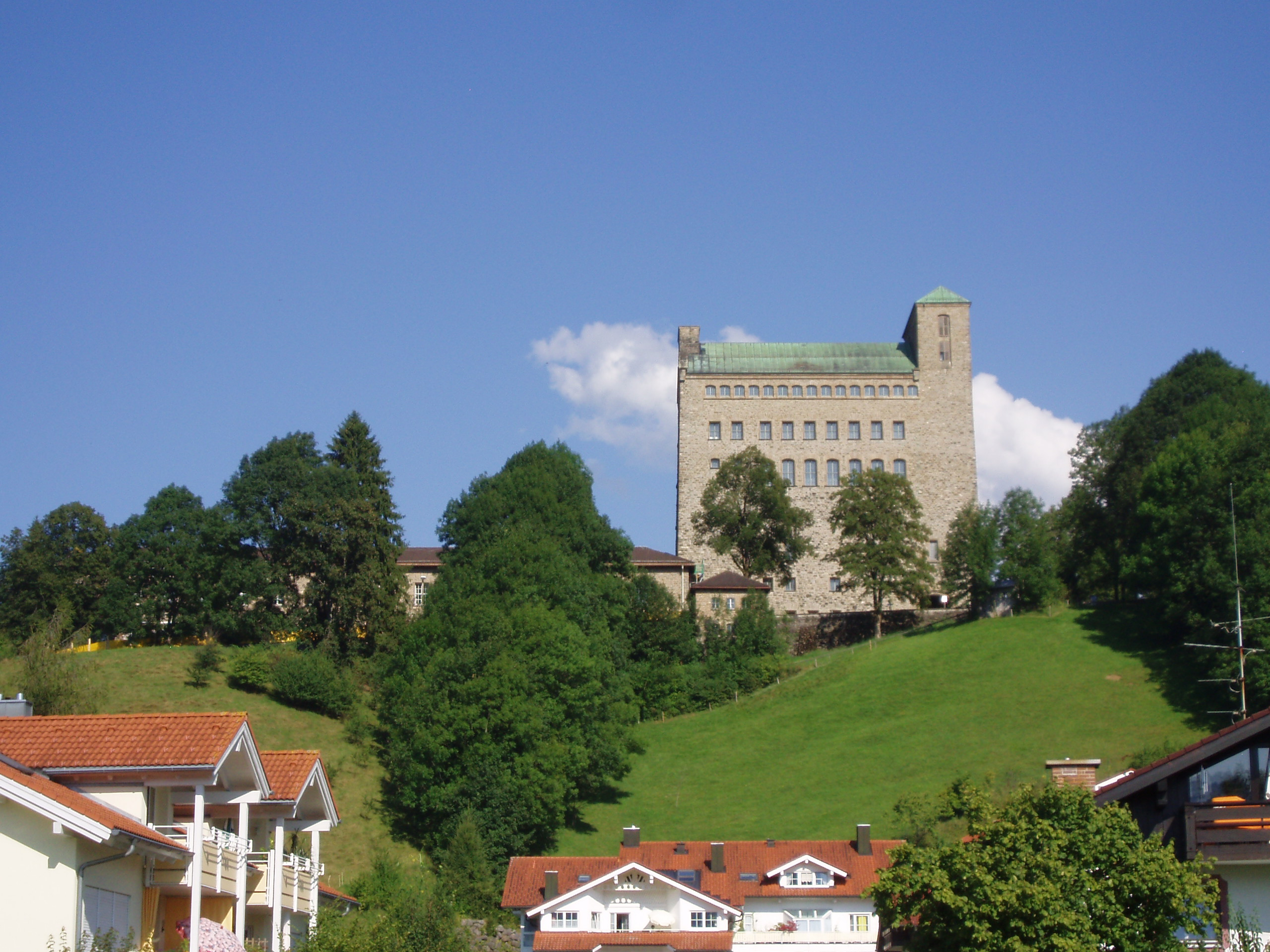
Generaloberst-Beck-Kaserne, ehemaliger Standort der ABC-Abwehrschule (1957 bis 1964)

Im Juli 1957 zog die ABC-Schule in die GOB um, die seinerzeit auch von anderen Truppenschulen des Heeres bzw. der Bundeswehr (Feldjäger-, Fernmelde- und Sportschule) und Dienststellen genutzt worden war. Sodann wurde die ABC-Schule dem Heeresamt (HA) in Köln unterstellt. Im Zuge des Lehrbetriebs kam es zum Aus- und Umbau der Gebäude auch mit wissenschaftlichen Laboratorien, sodass die Wissenschaftler (Soldaten und zivile Mitarbeiter) in den Gruppen Biologie und Physik ihre Arbeit aufnehmen konnten. Die Schule beherbergt seit Beginn eine Bibliothek mit anfangs über 1.300 Bänden und Fachzeitschriften. Später (1988) erreichte ihr Bestand 17.000 Exemplare in den klassischen naturwissenschaftlichen Fächern Physik, Chemie und Biologie, dem Strahlen-, Katastrophen- und Umweltschutz und dem Selbst- und Brandschutz sowie der ABC-Abwehr. 2003 belief sich der Bestand auf mehr als 28.000 Exemplare. Die Bibliothek (heute: Fachinformationszentrum der Bundeswehr) ist Mitglied im Landesverband Nordrhein-Westfalen des Deutschen Bibliotheksverbandes (dbv).
1957 entstand eine ABC-Abwehrlehrkompanie (ABCAbwLehrKp), die der Schule unterstellt wurde. 1958 wurde auf Truppenübungsplätzen (TrÜbPl) ABC Material erprobt; auf dem TrÜbPl Grafenwöhr der US Army in der Oberpfalz wurde ein Entstrahlungsplatz eingerichtet. Außerdem entstanden dort die Lehrfilme „Atomabwehr aller Truppen“ und „Abwehr chemischer Kampfstoffe“. Die ABC-Lehrkompanie wurde dann im Zuge der Aufstellung des ABC-Abwehrlehrbataillons (ABCAbwLehrBtl) 1958 aufgelöst. Das ABC-Abwehrlehrbataillon zog später in die an der Ostrach gelegenen Grünten-Kaserne in Sonthofen um. Wegen der Verlegung der Fernmeldeschule konnte die ABC-Schule 1959 erweitert werden. 1960 besuchten erstmals ausländische Militärattachés die Einrichtung. Im gleichen Jahr wurde eine ABC-Abwehrunteroffizierlehrkompanie (ABCAbwUffzLehrKp) aufgestellt, die bis 1963 bestand (später Inspektion). Ein geplanter Neubau der Schule im nordrhein-westfälischen Geilenkirchen wurde verworfen. 1964 integrierte man den Luftschutz und benannte die Schule mit Wirkung vom 1. Januar 1964 in ABC-Abwehr- und Luftschutzschule (ABCAbwLSS) um.
Nach der Gründung der Heeresunteroffizierschule I in Sonthofen wurde die ABC-Schule erneut, aus Platzgründen, in die Jägerkaserne verlegt und mit der Integration des Selbstschutzes zum 1. Januar 1965 ABC- und Selbstschutzschule (ABC/SeS) umbenannt. 1969 wurde Sonthofen durch das Bundesministerium der Verteidigung als endgültiger Standort für die ABC-Abwehr bestimmt. 1970 entstand in der Grünten-Kaserne ein BC-Übungsfeld. 1972 wurde die Liegenschaft durch eine Sporthalle ergänzt. Ein Strahlenmessfeld wurde 1976 eingeweiht. 1978 wurde unter Anwesenheit des Bundestagsabgeordneten für den Wahlkreis Oberallgäu (256), Ignaz Kiechle (CSU), in der Jägerkaserne ein zentrales Hörsaalgebäude mit zahlreichen Dienstzimmern, Hörsälen, Spezialhörsälen und Taktiklehrsälen sowie medizinischen und biologischen Labors und einem großen Vortragssaal mit ca. 380 Plätzen eingeweiht. Zunächst wurden hier ausschließlich Offiziere und Unteroffiziere aller Teilstreitkräfte in der ABC-Abwehr aller Truppen ausgebildet, später dann auch die ABC-Abwehrtruppe des Heeres mit ihren Laufbahn- und Verwendungslehrgängen. Außerdem wurden fortan Kommandeure und Generale/Admirale eingewiesen sowie zivile Mitarbeiter der Bundeswehrverwaltung ausgebildet.

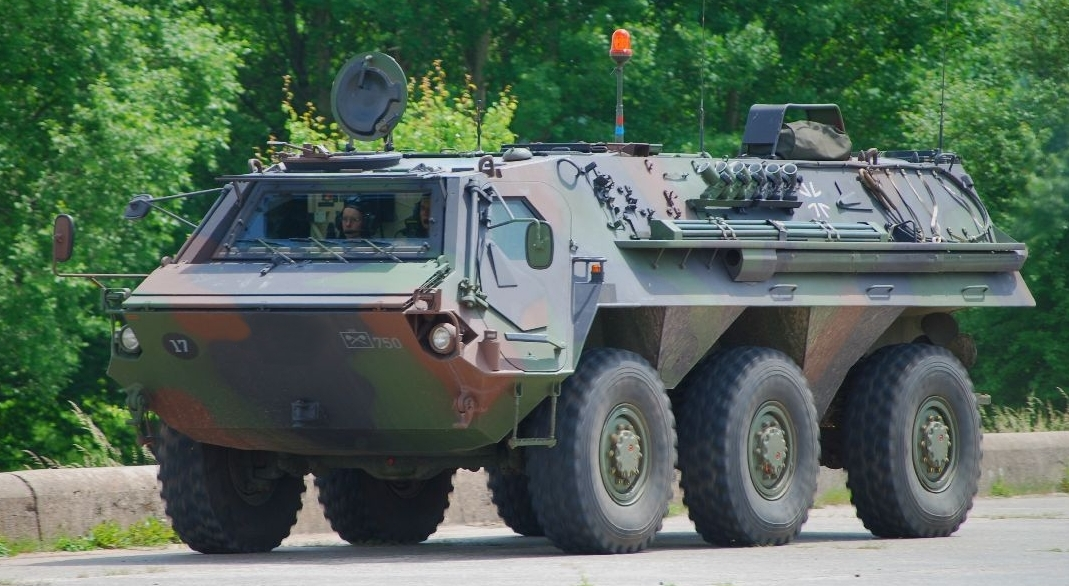
ABC-Spürpanzer Fuchs

Im Jahre 1988 fand an der Schule die Kommandeurtagung des Heeres unter Teilnahme des Inspekteurs des Heeres, Generalleutnant Henning von Ondarza, und des Bundesministers der Verteidigung, Manfred Wörner, statt. Als Gasthörer kamen Angehörige der NATO, des Bundesgrenzschutzes, des zivilen Katastrophenschutzes, der Feuerwehr, der Polizei, des Roten Kreuzes und anderer, auch ministerieller, Bereiche nach Sonthofen. Im Zuge des Zweiten Golfkrieges (1990), bei dem der Irak das Emirat Kuwait überfiel, wurden in Sonthofen Militärs befreundeter Staaten u. a. der USA und Israels am ABC-Spürpanzer Fuchs ausgebildet. Die US Army nutzte zu ähnlichen Zwecken nur noch Fort McClellan in Alabama.
In den nächsten Jahren erweiterte man das Ausbildungsangebot insbesondere um den Umweltschutz (1990), den Brandschutz (1995) und die Arbeitssicherheit (2008). So wurde 1995 die bisherige Ausbildungsstätte des Wehrbereichskommandos (WBK) V in eine Außenstelle der ABC- und Selbstschutzschule umgegliedert und 2003 die Brandschutzausbildung aus der Technischen Schule der Luftwaffe 3 in Faßberg herausgelöst und im Lager Heuberg im baden-württembergischen Stetten am kalten Markt im Zuge einer Erweiterung um die Streitkräfte und die Bundeswehrverwaltung zentralisiert. Dort findet nun die zivil anerkannte Feuerwehrausbildung der Bundeswehrfeuerwehren statt. 2016 wurden fünf neue Brandschutzübungsanlagen auf dem Truppenübungsplatz Heuberg eingeweiht. Darüber hinaus wurden Anfang der 1990er Jahre in die Ausbildung die Katastrophenhilfe und die UN-Missionen integriert sowie die Eingliederung der Chemischen Dienste der Nationalen Volksarmee (NVA) der DDR vorangetrieben.
Die Schulkommandeure der ABC-Abwehrschulen in Deutschland, Österreich (ABC-Abwehrschule „Lise Meitner“ des österreichischen Bundesheeres in Korneuburg) und der Schweiz (ABC-Abwehrschule der Schweizer Armee in Spiez) initiierten in den 1990er Jahren eine „D-A-CH-Kooperation“, um regelmäßig Informationen austauschen zu können. 2002 wurde die „Sonthofer Partnerschaft“ vereinbart, die eine weitere Vertiefung der Beziehungen in Lehre, Konzeption und anderen Bereichen zwischen den Ländern ermöglichen soll. Im Jahr 2011 übten an der ABC-Schule im Rahmen von ATFEX die Analytischen Task Force (ATF).
2006 feierte die Schule unter Teilnahme des Inspekteurs des Heeres, Generalleutnant Hans-Otto Budde, ihr 50-jähriges Bestehen. Im Rahmen der Neuausrichtung der Bundeswehr (2011) wurde entschieden, dass die GOB mit der denkmalgeschützten Altbaustruktur für verschiedene Dienststellen umgebaut und erweitert werden soll (siehe Wulf Architekten aus Stuttgart); voraussichtlich 2019 wird die Schule dort Gebäude beziehen. Mit Wechsel der ABC-Abwehrtruppe in die Streitkräftebasis (SKB) wurde die ABC/SeS 2013 unter der Bezeichnung Schule ABC-Abwehr und Gesetzliche Schutzaufgaben (SABCAbw/GSchAufg) dem ABC-Abwehrkommando der Bundeswehr (ABCAbwKdoBw) im baden-württembergischen Bruchsal unterstellt und wechselte damit ebenfalls in die SKB. Mit Auflösung der SKB zum 1. April 2025 wechselte die Schule zum Unterstützungsbereich der Bundeswehr.

## Organisation

Ehemaliges Verbandsabzeichen als Schule des Heeres („S“)

### Gliederung
Die Schule ABC-Abwehr und Gesetzliche Schutzaufgaben gliedert sich grob in:
- Kommandeur
  - Schulstab
  - Ausbildungs- und Übungszentrum ABC-Abwehr (Ausb/ÜbZ ABCAbw)
  - Bereich Wissenschaften (Ber Wiss)
  - Bereich Unterstützung (Ber Ustg)
    - Unterstützungsgruppe Sonthofen
    - Unterstützungsgruppe Stetten am kalten Markt

  - Bereich Lehre und Ausbildung (Ber L/A)
    - Ausbildungsbereich ABC-Abwehr
    - Ausbildungsbereich Gesetzliche Schutzaufgaben

  - Bereich zentrale Aufgaben (Ber Zentr Aufg)
  - (Spezialeinsatzelemente)
    - ABC-Untersuchungsstelle (ABC-USt) mobil

Ferner stellen verbündete Nationen Verbindungsoffiziere.

### Dozenten
Zu den ehemaligen Dozenten im Bereich Wissenschaft gehören:
- Horst Eisenlohr, von 1957 bis 1962 Leiter der Gruppe Physik; später bei der Internationalen Atomenergie-Organisation tätig
- Klaus Vollmer, 1956 Leiter der Gruppe Biologie

### Kommandeure
Von 1995 bis 2013 war der Schulkommandeur zugleich General der ABC-Abwehrtruppe. Seit der Aufstellung des ABC-Abwehrkommandos der Bundeswehr 2013 ist dies dessen Kommandeur.
| Nr. | Dienstgrad | Name                       | von                     | bis                     |
| --- | ---------- | -------------------------- | ----------------------- | ----------------------- |
| 01  | Oberst     | Herbert Mitzscherling      | 1. Juli 1956            | 30. September 1963      |
| 02  | Oberst     | Hermann Wulf               | 1. Oktober 1963         | 31. März 1965           |
| 03  | Oberst     | Fritz Herger               | 1. April 1965           | 10. April 1969          |
| 04  | Oberst     | Joachim Emde               | 11. April 1969          | 31. März 1974           |
| 05  | Oberst     | Wilhelm Harprath           | 1. April 1974           | 30. September 1976      |
| 06  | Oberst     | Norbert Krause             | 1. Oktober 1976         | 30. September 1980      |
| 07  | Oberst     | Hans-Uwe Assmus            | 1. Oktober 1980         | 30. November 1984       |
| 08  | Oberst     | Horst Beckmann             | 1. Dezember 1984        | 31. März 1989           |
| 09  | Oberst     | Bernd Flügel               | 1. April 1989           | 30. November 1994       |
| 10  | Oberst     | Hans Jürgen Kalder         | 1. Dezember 1994        | 15. April 2005          |
| 11  | Oberst     | Hans-Hinrich Kühl          | 15. April 2005          | 14. März 2008           |
| 12  | Oberst     | Wolfgang Klos              | 1. März 2008            | 28. Juni 2012           |
| 13  | Oberst     | Hans-Christian Hettfleisch | 2. Juni 2012            | 21. November 2014       |
| 14  | Oberst     | Klaus Werner Schiff        | 2. November 2014        | 13. September 2018      |
| 15  | Oberst     | Volker R. Quante           | 13. September 2018      | 01. September 2022      |
| 16  | Oberst     | Tim Richardt               | seit 01. September 2022 | seit 01. September 2022 |

## Auszeichnungen
Im Jahre 2011 wurde die ABC/SeS durch das österreichische Bundesheer im Rahmen der Auszeichnung „Soldier of the Year“ in der Kategorie „International Partner of the Year“ geehrt. Der Preis wurde durch den Kommandanten des Streitkräfteführungskommandos, Generalleutnant Günter Höfler, unter Anwesenheit des Bundesministers für Landesverteidigung, Norbert Darabos (SPÖ), und hochrangigen Militärs in der Ruhmeshalle des Heeresgeschichtlichen Museums in Wien an den Schulkommandeur überreicht.